# عائلة الأيوبي
عائلة الأيوبي هي عائلة مرموقة ذات نسب ملكي ونبيل، ويعود أصلها إلى العصور الوسطى. تعود أصول العائلة إلى مدينة دفين الأرمنية القديمة. في دفين كانت العائلة تعتبر النخبة السياسية والعسكرية في المنطقة قبل انتقالها إلى بلاد الشام.

## الأصول
سميت على اسم نجم الدين أيوب ابن شاذي بن مروان قائد قلعة النخبة العسكرية من دفين في أرمينيا. خلف والده حاكم تكريت ثم حكم بعلبك في عهد عماد الدين الزنكي. ثم استقر في دمشق حيث نشأ ابنه صلاح الدين الأيوبي وأسس الدولة الأيوبية. تشتهر هذه السلالة بجهودها في استعادة القدس والتأثير بشكل كبير على المشهد السياسي في المنطقة.
حكمت مصر الحالية، وسوريا، وبلاد ما بين النهرين العليا، والحجاز، واليمن، وساحل شمال أفريقيا حتى تونس. اعتلى صلاح الدين العرش ولقب بالملك الناصر. تعيين أفراد من عائلته أمراء في مناطق مختلفة من مملكته.

## التاريخ الحديث
لعبت عائلة الأيوبي دور كبير في المشهد السياسي والاقتصادي والاجتماعي في العصر الحديث، حيث احتل أفرادها مناصب مؤثرة في العراق والأردن ولبنان والسعودية وسوريا. اليوم، يقيم معظم أفراد العائلة في المدن الكبرى مثل دمشق وبيروت.

### العراق

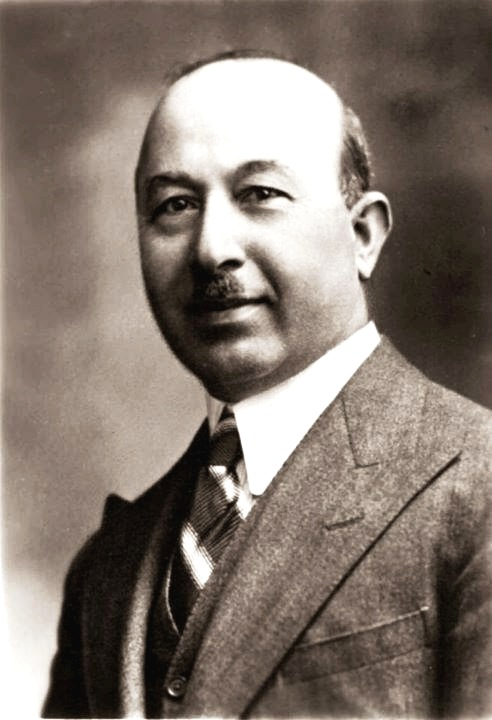
رئيس الوزراء علي جودت الأيوبي.

علي جودت الأيوبي (1853–1969)، رئيس وزراء العراق الخامس عشر. شغل منصب رئيس الوزراء لثلاث فترات (1934، 1949، 1957) في عهد الملك غازي الأول، والملك فيصل الثاني، والوصي عبد الإله.

### الأردن
سعد محمد جمعة الأيوبي (1916-1979) رئيس الوزراء السابع عشر للأردن ووزير الديوان الملكي الهاشمي.
محمد عطا الله أفندي الأيوبي، نال منصب قائمقام السلط 1909.

### المملكة العربية السعودية
الدكتور محمد زهير الأيوبي كان عضو في الاتحاد الوطني للجمهورية العربية المتحدة الوليدة. وفي عام 1964 غادر سورية إلى المملكة العربية السعودية حيث كان أحد مؤسسي محطة إذاعة وتلفزيون الرياض وشغل منصب المدير العام فيها. ونظير خدماته منحه الملك فيصل وعائلته الجنسية السعودية.

تاج قدمه جلالة الإمبراطور الألماني فيلهلم الثاني عام 1898 علي ضريح صلاح الدين الأيوبي في دمشق، ثم سرقه لورانس العرب فيما بعد.

### سوريا
- عطا باي الأيوبي (1877–1951). الرئيس السابع لسوريا.[23]
- اللواء شكري باشا الأيوبي (1851-1922) شارك في الحرب العالمية الأولى وعين حاكم على دمشق وبيروت وحلب.
- محمود الأيوبي (1932–2013)، رئيس وزراء سوريا السابع والخمسون ونائب رئيس سوريا السابق في عهد حافظ الأسد.
- زياد الدين الأيوبي وزير الأوقاف.
- حمو آغا الأيوبي، مالك ووجهاء ومتبرع، كان يمتلك مساحات كبيرة من الأراضي الزراعية وتحديداً في قضاء وادي بردى [16]
- محمد حسن الأيوبي، مقاتل في الثورة السورية الكبرى.[16]
- كان محمد علي الأيوبي من رجال المجتمع الدمشقي البارزين والتجار المعروفين باستضافته اجتماعات سياسية هامة ومناقشات أسبوعية مع شخصيات حكومية في مقر إقامته.

## قائمة الملوك
- صلاح الدين الأيوبي 1169–1193.
- العزيز عماد الدين عثمان 1193–1198.
- المنصور ناصر الدين محمد 1198–1200.
- العادل سيف الدين أحمد 1200–1218م.
- الكامل ناصر الدين محمد 1218–1238.
- العادل أبو بكر بن الكامل 1238–1240.
- الصالح أيوب 1240–1249.
- توران شاه 1249–1250.
- الأشرف الثاني موسى (حكم اسمي، تحت حكم السلطان المملوكي أيبك )، 1250-1254.[24]

## المعالم التاريخية
- قلعة دمشق في دمشق.
- ضريح صلاح الدين الأيوبي في دمشق.
- قلعة صلاح الدين الأيوبي بالقرب من اللاذقية.
- قلعة صلاح الدين في القاهرة.
- تمثال صلاح الدين بالقرب من قلعة دمشق.
- ضريح الإمام الشافعي في القاهرة.
- قلعة عجلون في عجلون، الأردن.
- منبر صلاح الدين الأيوبي موجود حاليا في المتحف الإسلامي في القدس.

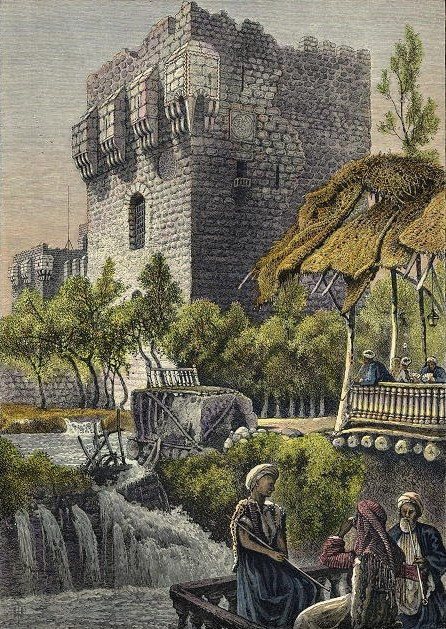
قلعة دمشق.

- المدرسة الشامية الكبرى بدمشق.
- مدرسة الصاحبة بدمشق.